# Johan Ludvig von Holstein

Johan Ludvig von Holstein, Gemälde von Carl Gustaf Pilo

Johan Ludvig von Holstein, ab 1750 Graf von Holstein-Ledreborg (* 7. September 1694 in Lübz; † 29. Januar 1763), war Kanzler von Dänemark.

## Leben
Er stammte aus der Möllenhagener Linie des mecklenburgischen Adelsgeschlechts Holstein und war Sohn des dänischen Geheimrats Johann Georg von Holstein (1662–1730) und seiner ersten Frau Ida von Bülow (1677–1727). Der dänische Sondergesandte in St. Petersburg, Carl von Holstein (1700–1763) war einer seiner Brüder. Johan Ludvig heiratete 1734 Hedwig von Wind (Hedevig Vind), aus dieser Ehe ging ihr Sohn Christian Frederik Holstein-Ledreborg (* 10. Mai 1735; † 15. Juni 1799) hervor.
Ludvig trug den Titel Geheimrat. In den Jahren 1735 bis 1751 war er dänischer Kanzler; sein Nachfolger wurde Johann Hartwig Ernst von Bernstorff. 1750 wurde er in den Lehnsgrafenstand erhoben.
Eine seiner großen Leidenschaften war seine Kunst-, Literatur- und Manuskriptsammlung; er besaß eine große Bibliothek. Noch heute können auf Schloss Ledreborg, das 1739 von ihm gebaut und seitdem kaum verändert wurde, viele Teile seiner Sammlung besichtigt werden. Das Schloss ist seit mehr als 250 Jahren im Besitz der Familie der Grafen Holstein-Ledreborg.
Ein weiteres Anliegen Ludvigs war die Bildung – lange Jahre widmete er sich als Patron der Universität von Kopenhagen und hatte maßgeblichen Einfluss auf die Gründung der Königlich Dänischen Akademie der Wissenschaften.
Der dänische Name der grönländischen Stadt Sisimiut – Holsteinsborg – geht auf Johan Ludvig von Holstein zurück. Er war Leiter des Missionskollegiums, das die in Grönland tätigen Missionare ausbildete.